# Colura involvens
Colura involvens là một loài Rêu trong họ Lejeuneaceae. Loài này được (Nees & Mont.) Trevis. mô tả khoa học đầu tiên năm 1877.